# Sooner or Later (bài hát của Madonna)
"Sooner or Later" là ca khúc của ca sĩ nhạc pop người Mỹ Madonna và do nhà soạn nhạc người Mỹ Stephen Sondheim sáng tác cho bộ phim năm 1990 Dick Tracy. Phát hành cùng năm với album I'm Breathless của Madonna, ca khúc đoạt giải Oscar cho bài hát gốc hay nhất vào năm 1991.